# Baltic Cup 2005
Der Baltic Cup 2005 für Fußballnationalteams fand am 21. Mai 2005 in Litauen statt. Es war die insgesamt 41. Austragung des Turniers der Baltischen Länder seit der Erstaustragung im Jahr 1928.
In diesem Jahr nahm die Estnische Fußballnationalmannschaft nicht am Turnier teil, sodass der Wettbewerb mit einem Finalspiel zwischen Litauen und Lettland ausgespielt wurde. Die Litauische Nationalmannschaft gewann dieses durch zwei Tore von Igoris Morinas mit 2:0.

## Finale
| Litauen                                                 | Litauen | Lettland | Lettland |
| ------------------------------------------------------- | --- | --- | -------- |
| Litauen                                                 | \| 21. Mai 2005 in Kaunas (S.Dariaus-und-S.Girėno-Stadion) \| \| Ergebnis: 2:0 (1:0) \| \| Zuschauer: 3.000 \| \| Schiedsrichter: Jacek Granat ( Polen) \| \| Spielbericht \| | \| 21. Mai 2005 in Kaunas (S.Dariaus-und-S.Girėno-Stadion) \| \| Ergebnis: 2:0 (1:0) \| \| Zuschauer: 3.000 \| \| Schiedsrichter: Jacek Granat ( Polen) \| \| Spielbericht \| | Lettland |
| Litauen                                                 | Vaidas Žutautas – Darius Regelskis (84. Tadas Gražiūnas), Arūnas Klimavičius, Gediminas Paulauskas, Irmantas Zelmikas – Nerijus Barasa (71. Tadas Papečkys), Aurimas Kučys, Darius Maciulevičius (46. Eimantas Poderis), Igoris Morinas (87. Ričardas Beniušis) – Aivaras Laurisas (78. Tomas Radzinevičius), Andrius Velička (46. Nerijus Astrauskas) Cheftrainer: Algimantas Liubinskas | Andrejs Piedels (46. Deniss Romanovs) – Mihails Zemļinskis , Valentīns Lobaņovs (46. Vladimirs Žavoronkovs), Aleksandrs Isakovs, Dzintars Zirnis, Artūrs Zakreševskis – Aleksejs Višņakovs (81. Mihails Miholaps), Genādijs Soloņicins, Viktors Morozs (28. Gatis Kalniņš) – Andrejs Štolcers (57. Ruslans Mihaļčuks), Igors Sļesarčuks (59. Kristaps Blanks) Cheftrainer: Jurijs Andrejevs | Lettland |
| Litauen                                                 | 1:0 Morinas (25.) 2:0 Morinas (81.) | | Lettland |
| Litauen                                                 | Barasa (36.) | Zirnis (53.), Soloņicins (63.) | Lettland |
| Litauen                                                 | Zirnis (55.) | | Lettland |
| 21. Mai 2005 in Kaunas (S.Dariaus-und-S.Girėno-Stadion) | | |          |
| Ergebnis: 2:0 (1:0)                                     | | |          |
| Zuschauer: 3.000                                        | | |          |
| Schiedsrichter: Jacek Granat ( Polen)                   | | |          |
| Spielbericht                                            | | |          |